# Indice Syntec
L'indice Syntec sert à mesurer l'évolution du coût de la main d'œuvre, essentiellement de nature intellectuelle, pour des prestations fournies. Il est généralement utilisé pour la révision ou l'actualisation d'une clause financière d'un contrat commercial ou d'un marché.
Cet indice a été créé en 1961.
L'indice Syntec est utilisé dans les contrats des secteurs de la branche professionnelle représentée par la Fédération Syntec ( Numeum, Syntec-Ingénierie, Syntec Conseil...). Il est utilisé pour traduire l'évolution des coûts salariaux, dans le cas de projets au forfait par exemple, dans le cas des contrats dont la facturation peut être fondée sur des unités d'œuvre, de régie de longue durée, de maintenance de progiciels, d'applications ou encore de systèmes informatiques ou industriels, d'infogérance, …
En juillet 2022, l'indice Syntec a été remplacé par un nouvel indice, l'indice Syntec Révisé, à la suite d'un changement méthodologique. A partir d’août 2022, l’indice Syntec se calcule d’après l’Indice Syntec Révisé, en le multipliant par un coefficient de raccordement (0,97975).

## Méthode de calcul
L'indice Syntec est mis à jour tous les mois. Il a été créé en 1961 avec une valeur initiale à la base 100. Il est considéré comme significatif pour les entreprises de conseil, d'ingénierie ou informatiques où la masse salariale constitue souvent le premier poste de coût dans le compte d'exploitation. Sa réactualisation, effectuée par la Fédération Syntec et non par l'Insee, est fondée sur un sondage auprès d'entreprises témoin, qui sont représentatives des activités des entreprises adhérentes aux Syndicats professionnels constitutifs de la Fédération Syntec. La définition du groupe témoin, le panel d'entreprises interrogées, la méthode de collecte des données, les données collectées et le détail du calcul aboutissant à l'indice ne sont pas publiés.
Le calcul de l'indice repose sur le rapport entre la somme des masses salariales chargées et la somme des effectifs déclarés à temps plein par les entreprises du groupe témoin. En 2020, ce mode de calcul s'est trouvé perturbé par la crise sanitaire engendrée par la pandémie de Covid-19 et les aides significatives de l’État pour maintenir l'emploi : les masses salariales ont baissé, mais les effectifs ont été en bonne partie maintenus grâce aux aides de l’État en France. Le calcul aurait donné un indice en baisse. La solution a été de figer l'indice sur une bonne partie de l'année (de février à décembre) à sa valeur lors  du dernier mois précédant les débuts de la crise sanitaire (février).
Utilisé pour prendre en compte l'évolution des coûts salariaux dans de nombreux contrats commerciaux principalement dans les secteurs du conseil, de l'Ingénierie et de l'informatique, l'indice Syntec sert également de référence, avec l’indice INSEE des « services de conseil en matière d’affaires et de gestion », à de nombreux marchés publics.
En 2022, la méthodologie de calcul de l'indice Syntec a été revue et a donné lieu à son remplacement par le nouvel indice Syntec révisé.

## Utilisation
Un exemple d'application de l'indice en vue de réviser le tarif d'une prestation :
{\displaystyle P_{1}=P_{0}{\frac {S_{1}}{S_{0}}}}
Où :
- P1 = prix révisé
- P0 = prix d’origine ou dernier prix révisé
- S0 = dernier indice SYNTEC publié à la date de la précédente révision ou indice d’origine (dernier publié à la date de signature du contrat)
- S1 = dernier indice SYNTEC publié à la date de révision.

## Évolution de l'indice
Le tableau ci-dessous présente l'historique de l'indice Syntec mois par mois, avec son évolution sur 12 mois glissants, au dernier mois disponible.
La colonne "variation annuelle Syntec" indique la variation de décembre de l'année 1 par rapport à décembre de l'année -1.
Excepté pour la dernière ligne, sur laquelle la variation, étant sur 12 mois glissants, portera toujours sur le dernier indice de l'année 1, et l'indice du même mois sur l'année -1
Ex : si le dernier indice connu est celui de juillet, l'indice sera calculé par rapport à celui de juillet de l'année précédente, ce qui donnerait la formule : (juillet année1 - juillet année-1) /juillet année-1
Indice Syntec
|      | Janvier | Février | Mars   | Avril  | Mai    | Juin   | Juillet | Août   | Septembre | Octobre | Novembre | Décembre | Variation annuelle Syntec | Variation annuelle IPC France |
| ---- | ------- | ------- | ------ | ------ | ------ | ------ | ------- | ------ | --------- | ------- | -------- | -------- | ------------------------- | ----------------------------- |
| 1984 | 105,30  | 106,60  | 108,00 | 108,40 | 108,70 | 108,70 | 109,30  | 109,70 | 110,30    | 110,80  | 111,20   | 111,50   | -                         |                               |
| 1985 | 112,20  | 112,90  | 113,60 | 113,90 | 114,10 | 114,10 | 114,20  | 114,60 | 115,20    | 115,80  | 116,30   | 116,50   | 4.48%                     |                               |
| 1986 | 117,20  | 117,90  | 118,90 | 119,20 | 120,00 | 120,60 | 121,60  | 121,30 | 121,60    | 121,70  | 121,90   | 122,00   | 4.72%                     |                               |
| 1987 | 122,50  | 123,10  | 123,90 | 124,20 | 124,40 | 124,50 | 124,60  | 124,70 | 124,90    | 125,10  | 125,70   | 126,20   | 3.44%                     |                               |
| 1988 | 127,40  | 128,20  | 129,30 | 129,50 | 129,80 | 130,00 | 130,10  | 130,40 | 130,70    | 130,80  | 130,80   | 130,80   | 3.65%                     |                               |
| 1989 | 132,00  | 133,30  | 135,10 | 135,80 | 136,50 | 136,70 | 136,90  | 137,30 | 137,60    | 137,80  | 138,10   | 139,00   | 6.27%                     |                               |
| 1990 | 140,20  | 141,40  | 143,20 | 143,30 | 143,40 | 143,50 | 143,60  | 144,40 | 144,70    | 145,70  | 146,40   | 146,90   | 5.68%                     |                               |
| 1991 | 147,80  | 148,70  | 150,20 | 151,10 | 151,70 | 151,80 | 151,80  | 152,40 | 152,90    | 153,50  | 153,60   | 154,40   | 5.11%                     | 3,2%                          |
| 1992 | 154,50  | 154,80  | 154,90 | 155,60 | 155,90 | 155,90 | 155,90  | 156,00 | 156,60    | 157,00  | 157,20   | 158,30   | 2.53%                     | 2,4%                          |
| 1993 | 159,20  | 160,20  | 160,40 | 160,40 | 160,40 | 160,50 | 160,50  | 160,50 | 160,50    | 160,50  | 160,70   | 161,60   | 2.08%                     | 2,1%                          |
| 1994 | 162,50  | 163,00  | 163,20 | 163,50 | 164,00 | 164,00 | 164,00  | 164,00 | 164,00    | 164,00  | 164,00   | 164,10   | 1.55%                     | 1,6%                          |
| 1995 | 164,50  | 165,60  | 166,20 | 166,70 | 166,80 | 167,00 | 167,00  | 167,00 | 167,00    | 167,00  | 167,00   | 167,00   | 1.77%                     | 1,8%                          |
| 1996 | 167,20  | 167,70  | 168,80 | 168,90 | 169,40 | 169,90 | 169,90  | 170,30 | 170,70    | 171,20  | 171,70   | 172,20   | 3.11%                     | 2,0%                          |
| 1997 | 172,20  | 172,20  | 172,20 | 172,20 | 172,20 | 172,70 | 172,80  | 172,80 | 172,80    | 172,80  | 172,80   | 172,80   | 0.35%                     | 1,2%                          |
| 1998 | 173,60  | 174,40  | 174,70 | 175,00 | 175,10 | 175,40 | 175,40  | 175,40 | 175,40    | 175,40  | 175,40   | 175,40   | 1.5%                      | 0,6%                          |
| 1999 | 175,40  | 176,50  | 176,90 | 177,90 | 178,20 | 178,20 | 178,20  | 179,10 | 180,00    | 180,60  | 182,00   | 183,60   | 4.68%                     | 0,5%                          |
| 2000 | 184,80  | 186,70  | 187,10 | 188,00 | 189,00 | 190,10 | 191,00  | 191,60 | 191,60    | 192,50  | 193,60   | 194,40   | 5.88%                     | 1,7%                          |
| 2001 | 194,40  | 194,40  | 194,50 | 195,10 | 195,50 | 196,10 | 196,90  | 196,90 | 197,60    | 198,00  | 198,90   | 199,10   | 2.42%                     | 1,6%                          |
| 2002 | 199,80  | 200,30  | 200,70 | 201,10 | 201,40 | 201,40 | 201,40  | 201,40 | 201,40    | 200,90  | 201,00   | 201,80   | 1.36%                     | 1,9%                          |
| 2003 | 201,80  | 202,00  | 202,40 | 202,90 | 203,20 | 204,20 | 204,20  | 204,20 | 204,70    | 204,70  | 204,70   | 204,80   | 1.49%                     | 2,1%                          |
| 2004 | 205,00  | 205,00  | 205,00 | 205,40 | 205,70 | 206,00 | 206,40  | 206,70 | 206,70    | 206,70  | 206,70   | 206,70   | 0.93%                     | 2,1%                          |
| 2005 | 206,30  | 206,70  | 207,20 | 207,30 | 208,40 | 208,80 | 208,80  | 208,80 | 209,00    | 209,10  | 209,10   | 209,50   | 1.35%                     | 1,7%                          |
| 2006 | 209,60  | 209,60  | 210,40 | 211,00 | 212,60 | 213,60 | 213,80  | 214,10 | 214,20    | 214,90  | 215,60   | 216,50   | 3.34%                     | 1,7%                          |
| 2007 | 216,90  | 218,00  | 218,00 | 218,00 | 218,00 | 218,00 | 218,50  | 218,50 | 219,00    | 219,50  | 219,80   | 220,40   | 1.8%                      | 1,5%                          |
| 2008 | 220,90  | 221,40  | 221,80 | 223,30 | 223,60 | 223,70 | 224,40  | 225,20 | 225,70    | 226,10  | 226,80   | 227,70   | 3.31%                     | 2,8%                          |
| 2009 | 227,80  | 227,90  | 228,00 | 228,00 | 228,10 | 228,40 | 228,60  | 228,70 | 229,80    | 229,80  | 230,10   | 230,00   | 1.01%                     | 0,1%                          |
| 2010 | 230,50  | 230,50  | 230,60 | 230,60 | 230,60 | 231,00 | 231,30  | 231,60 | 232,00    | 232,50  | 233,30   | 233,00   | 1.3%                      | 1,5%                          |
| 2011 | 233,40  | 233,90  | 234,40 | 234,50 | 234,60 | 234,70 | 235,10  | 235,90 | 236,60    | 236,80  | 237,30   | 238,00   | 2.15%                     | 2,1%                          |
| 2012 | 238,60  | 238,90  | 239,40 | 239,70 | 239,70 | 240,30 | 240,60  | 241,00 | 241,60    | 242,20  | 242,60   | 243,40   | 2.27%                     | 2,0%                          |
| 2013 | 243,70  | 243,70  | 243,70 | 244,40 | 244,60 | 245,00 | 246,00  | 245,80 | 245,40    | 245,40  | 245,60   | 244,90   | 0.62%                     | 0,9%                          |
| 2014 | 245,70  | 245,60  | 245,20 | 244,70 | 244,70 | 244,70 | 245,20  | 244,80 | 244,90    | 245,10  | 245,50   | 246,10   | 0.49%                     | 0,5%                          |
| 2015 | 246,70  | 246,80  | 247,80 | 248,20 | 250,20 | 250,70 | 251,10  | 251,60 | 252,40    | 252,80  | 253,30   | 253,60   | 3.05%                     | 0,0%                          |
| 2016 | 253,40  | 253,70  | 254,10 | 254,60 | 254,90 | 255,10 | 255,70  | 255,70 | 257,00    | 257,00  | 257,00   | 257,30   | 1.46%                     | 0,2%                          |
| 2017 | 258,40  | 259,20  | 260,50 | 260,80 | 262,30 | 262,20 | 262,20  | 263,10 | 263,20    | 263,80  | 265,10   | 266,70   | 3.65%                     | 1,0%                          |
| 2018 | 266,60  | 267,00  | 267,00 | 267,20 | 267,80 | 268,20 | 268,50  | 269,40 | 269,70    | 269,80  | 270,20   | 270,60   | 1.46%                     | 1,9%                          |
| 2019 | 270,70  | 273,30  | 273,30 | 274,90 | 274,20 | 274,20 | 273,90  | 274,10 | 274,20    | 274,70  | 274,70   | 274,70   | 1.52%                     | 1,1%                          |
| 2020 | 274,90  | 274,40  | 275,30 | 275,10 | 275,20 | 274,90 | 274,40  | 275,20 | 274,40    | 274,80  | 275,00   | 275,90   | 0.44%                     | 0,5%                          |
| 2021 | 275,00  | 275,10  | 274,60 | 275,10 | 275,30 | 275,70 | 275,80  | 276,50 | 276,50    | 276,70  | 276,90   | 277,30   | -%                        | 1,6%                          |
| 2022 | 277,50  | 278,20  | 279,90 | 279,80 | 280,00 | 280,00 | 280,40  | 280,60 | 281,40    | 283,50  | 284,00   | 286,70   | 4.24%                     | 5,3%                          |
| 2023 | 287,90  | 292,50  | 294,60 | 295,80 | 296,60 | 297,80 | 298,60  | 299,50 | 299,80    | 300,50  | 300,80   | 303,80   | 5.98%                     | 4,9 %                         |
| 2024 | 304,20  | 304,80  | 306,00 | 307,40 | 307,00 | 307,20 | 307,20  | 307,70 | 308,10    | 308,60  | 310,30   | 308,40   | 1.52%                     | 2,0 %                         |
| 2025 | 308,80  | 308,90  | 310,30 | 310,70 | 311,90 |        |         |        |           |         |          |          | -                         |                               |

Indice Syntec révisé (calcul rétropolé à Décembre 2019)
|      | Janvier | Février | Mars   | Avril  | Mai    | Juin   | Juillet | Août   | Septembre | Octobre | Novembre | Décembre | Variation annuelle Syntec | Variation annuelle IPC France |
| ---- | ------- | ------- | ------ | ------ | ------ | ------ | ------- | ------ | --------- | ------- | -------- | -------- | ------------------------- | ----------------------------- |
| 2019 |         |         |        |        |        |        |         |        |           |         |          | 274,70   |                           |                               |
| 2020 | 274,70  | 274,40  | 275,30 | 275,10 | 275,60 | 275,60 | 275,60  | 275,20 | 275,20    | 274,80  | 275,10   | 275,90   | 0.44%                     | 0,5%                          |
| 2021 | 275,90  | 276,60  | 275,90 | 276,90 | 277,10 | 278,10 | 279,30  | 279,80 | 280,00    | 280,00  | 280,30   | 280,70   | 1.74%                     | 1,6%                          |
| 2022 | 281,80  | 282,80  | 284,60 | 283,80 | 284,60 | 284,70 | 285,80  | 286,40 | 287,20    | 289,40  | 289,90   | 292,60   | 4.24%                     | 5,3%                          |
| 2023 | 293,90  | 298,50  | 300,70 | 301,90 | 302,70 | 304,00 | 304,80  | 305,70 | 306,00    | 306,70  | 307,00   | 310,10   | 5.98%                     | 4,9 %                         |
| 2024 | 310,50  | 311,10  | 312,30 | 313,80 | 313,30 | 313,50 | 313,60  | 314,10 | 314,50    | 315,00  | 316,70   | 314,80   | 1.52%                     | 2,0 %                         |
| 2025 | 315,20  | 315,30  | 316,70 | 317,10 | 318,30 |        |         |        |           |         |          |          | -                         |                               |